# Mercenarul
Mercenarul (1989) (titlu original Cold Cash Warrior: In the World of Robert Asprin's Cold Cash War) este o carte-joc scrisă de Robert Asprin și Bill Fawcett pornind de la universul prezentat de cel dintâi în romanul Cold Cash War. Cartea face parte din seria Combat Command care permite cititorilor să se joace în universuri create de scriitorii SF.

## UniversulCold Cash War
Universul Cold Cash War a fost creat de Robert Asprin în romanul omonim publicat în 1977. Acolo, el prezenta un viitor în care marile corporații apelează la „războaie pașnice” pentru a rezolva conflictele dintre ele. Fiecare corporație angajează mercenari de elită care formează o armată menită să înfrunte armatele adverse în teritorii convenite anterior cu adversarii lor. Corporația a cărei armată învinge are câștig de cauză în problema influenței economice.
Acest război pașnic nu are victime. Mercenarii poartă uniforme cibernetice și arme cu unde electromagnetice care, atunci când ating un luptător într-un punct considerat vital, provoacă blocarea uniformei acestuia. Incapabil să se mai miște, cel lovit trebuie să aștepte intervenția arbitrilor - persoane neutre care asigură desfășurarea corectă a ostilităților și contabilizează pierderile fiecărei tabere. „Mortul” este dus într-o „morgă” unde este obligat să aștepte o săptămână înainte de a fi angajat de o altă companie.

## Intriga
Steve Tidwell este căpitan în armata Comunicațiilor. În timp ce conduce o patrulă prin jungla braziliană, el descoperă un contingent inamic, a cărui prezență denotă o activitate intensă în zonă a „petroliștilor”. El își anunță superiorii și este pus în fruntea unui pluton menit să cerceteze regiunea în căutarea altor semne ale activității inamice.
Pe măsură ce înaintează în teritoriul convenit ca teatru de război de companiile comunicațiilor și ale petrolului, Tidwell întâlnește tot mai multe patrule inamice, semne ale activității aeriene - folosită rar, din cauza costurilor ridicate - ba chiar și un buncăr. Mai mult, el își dă seama că atuul propriei tabere a fost anulat, „petroliștii” deținând acum capacitatea de a intercepta comunicațiile adversarilor.
Lucrurile devin tot mai serioase, pe măsură ce Tidwell își dă seama că la conducerea „petroliștilor” se află un foarte bun prieten al său, Clancey, un mercenar extrem de competent. El capturează chiar și un funcționar inamic, a cărui prezență în regiune denotă seriozitatea activităților facțiunii sale. În cele din urmă, Tidwell descoperă tabăra inamică și o anihilează, aducând victoria concernului Comunicațiilor.

## Conceptul de carte-joc
Cartea conține un sistem de joc care simulează lupta și alte situații militare (cum ar fi acțiunile clandestine sau încercările de trecere neobservată). Mercenarii comandați sunt caracterizați de cinci indici, care oferă mijloace de comparație a capacității de luptă a diverselor unități militare din carte.
Cartea abundă în locuri în care cititorul este obligat să opteze pentru un mod de acțiune sau altul. El sare la pasajul care tratează alegerea sa și continuă lectura până este nevoit să facă o altă alegere sau înfruntă armata adversă. În acest ultim caz, în funcție de indicii mercenarilor comandați de el și de descrierea luptei, se vor folosi anumite tabele care, pe baza numărului rezultat din aruncarea a două zaruri, va stabili deznodământul conflictului sau acțiunii militare dorite.

## SeriaCombat Command
Combat Command este o serie de cărți-joc în care cititorului i se permite să participe activ în universuri create de diverși autori. Seria a debutat în 1987 și a cuprins 9 volume:
1. Dana Kramer-Rolls - Cut By Emerald: In the World of Piers Anthony's Bio of a Space Tyrant (1987)
2. Mark Acres - Shines the Name: In the World of Robert A. Heinlein's Starship Troopers (1987)
3. Troy Denning - The Omega Rebellion: In the World of Keith Laumer's Star Colony (1987)
4. Todd McCaffrey - Slammers Down!: In the World of David Drake's Hammer's Slammers (1988)
5. Andrew Keith - The Legion at War (1988)
6. Neil Randall - The Black Road War: In the World of Roger Zelazny's Nine Princes in Amber (1988)
7. Mark Acres - Lord of Lances: In the World of Jerry E. Pournelle's Janissaries (1988)
8. Gordon R. Dickson, Troy Denning și Cory Glaberson - Dorsai's Command: In the World of Gordon R. Dickson's Dorsai (1989)
9. Robert Asprin și Bill Fawcett - Cold Cash Warrior: In the World of Robert Asprin's Cold Cash War (1989)